# Typhlops elegans
Typhlops elegans este o specie de șerpi din genul Typhlops, familia Typhlopidae, descrisă de Peters 1868. Conform Catalogue of Life specia Typhlops elegans nu are subspecii cunoscute.